# 캐러라 스타디움
캐러라 스타디움(Carrara Stadium)은 호주 퀸즐랜드주 카라라의 경기장이다. 2만 5000명을 수용하며 야구 경기 및 축구경기장으로 사용된다.